# ريتا مارلي
ريتا مارلي، هي زوجة وأرملة الفنان الأسطوري لموسيقى الريغي بوب مارلي وفنانة موسيقية لفن موسيقى الريغي.
اسمها الأصلي ألفا ريتا كونستانتيا أندرسون، من مواليد 25 يوليو 1946، من اصل كوبي-جامايكي. وكانت عضوا في مجموعة «آي ترييز»، ضمن الثلاثي النسائي، جنبا إلى جنب مع مارسيا غريفيث وجودي موات، الذين اكتسبوا الاعتراف بهم كمطربين لموسيقى الريغي مع فرقة الوايلرز.

## السيرة الذاتية

### الشباب والزواج

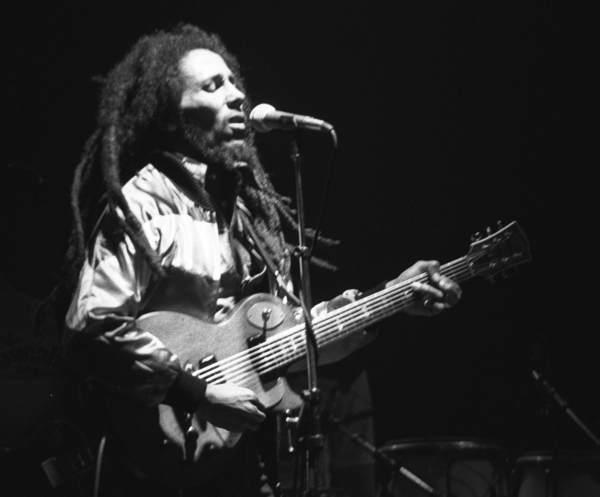
بوب مارلي، زوج ريتا مارلي مغني الريغي الجامايكي الأكثر شهرة.

ولدت ريتا في ال25 من يوليو سنة 1946 في سانتياغو دي كوبا (مدينة)، بكوبا. تحكي في كتابها «لا يا امرأة، لا تبكي: حياتي مع بوب مارلي»، تقول إنها نشأت في شارع بيتشوود، الذي يقع في كينغستون، جامايكا.
في منتصف الستيينيات، التقت ريتا ببوب مارلي ضمن مجموعة آي ترييز. وضمت المجموعة ريتا، ابن عمها قسطنطين «دريم» ووكر، ومارلين، وأصبح بوب مرشد المجموعة وذلك من خلال العمل معا، وقالت انه وريتا وقعا في الحب.
تزوج ريتا ومارلي في ال 10 من فبراير 1966. ومع ذلك، هاجر الاثنان إلى الولايات المتحدة الأمريكية، بعد أن قرر بوب العيش في الولايات المتحدة بعد زيارة لدته في ولاية ديلاوير. أصبحت ريتا تشارك في ثقافة ظاهرة الراستافارية.
في 3 من كانون الأول عام 1976، قبل يومين من احتفالية "ابتسامة جامايكا (حفل)"، وهو حفل موسيقي مجاني نظمه رئيس الوزراء الجامايكي آنذاك مايكل مانلي، في محاولة لتخفيف حدة التوتر بين الجماعات السياسية المتناحرة، أصيبت ريتا، وبوب مارلي، والقائم بالأعمال مدير «دوون تايلور» أصيبوا في اعتداء من قبل مسلحين مجهولين داخل منزل مارلي، أصيبت من خلاله ريتا وتايلور بجروح خطيرة، تحسنت وضعيتهم الصحية في وقت لاحق، بينما أصيب بوب مارلي بجروح طفيفة في الصدر والذراع.

## أعمال إنسانية
ساهمت ريتا في العديد من الأعمال والملتقيات وقدمت الدعم الإعلامي والمادي في العديد من الأعمال والأنشطة الخيرية والإنسانية، فقد ساهمت بعدد من المنح الدراسية لطلاب الموسيقى في كلية بيركلي للموسيقى في غانا. كما تقيم سنويا حفلات في أفريقيا للدعم، التي تتطلع من خلالها إلى نشر الوعي العالمي حول قضايا إنسانية وعالمية تؤثر على أفريقيا وتدعو إلى إيجاد حلول جذرية للقضايا الإنسانية.

### الأبناء

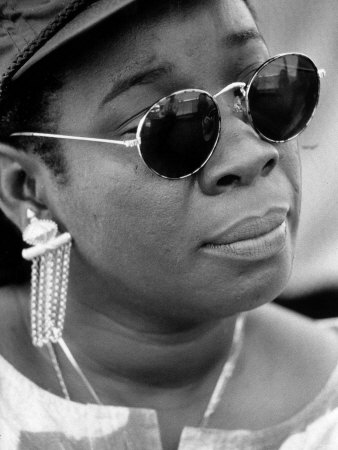
صورة حديثة لريتا مارلي.

ريتا لديها ستة أطفال، ثلاثة من زواجها مع مارلي. وثلاثة أبناء من ارتباطات أخرى، تبنى بوب مارلي من ريتا طفلين باعتبارها ووهب لهم لقب مارلي. بوب مارلي لديه 13 طفلا في المجموع: اثنين من زوجته ريتا، وثلاثة أبناء تبناهم، والثمانية الباقية مع نساء أخريات. وأبناء ريتا هم على التوالي:
- شارون مارلي، من مواليد 23 نوفمبر 1964
- سيديلا مارلي ولدت 23 أغسطس 1967
- ديفيد نيستا «زيغي» مارلي، من مواليد 17 أكتوبر 1968
- ستيفن مارلي، من مواليد 20 أبريل 1972
- ستيفاني، ولد 17 أغسطس 1974 (من علاقة مع إيتال، وفقا لتصريح أم بوب مارلي، سيديلا بوكر)
- سريتا ستيوارت، من مواليد 11 أغسطس 1985 (من علاقة مع تاكي، وفقا لسيرتها الذاتية)

## كتاب سيرة ذاتية
في كتابها الذي يحمل نفس عنوان أغنية نو وومان، نو كراي (لا يا امرأة، لا تبكي): حياتي مع بوب مارلي،
وهو عنوان الأغنية الشهيرة لبوب مارلي، عن شاب يجهّز للرحيل من الغيتو في كينغستون عاصمة جامايكا، وهو إذ يرحل فإنه يعزي أخته أو قريبته أو لعلها حبيبته، فهو يغيره في كل مقطع وينادي في مقطع «أختاه الصغيرة»، فيخاطبها قائلا لا تبكي الأمور ستكون على ما يرام، لتتغير إلى مستقبل مشرق.
يؤكد مارلي لهذه المرأة أن رحيله سيكون على خطوات قدميه، لينطلق في مسيرة أخرى (ربما يقصد بذلك رحلته الموسيقية)، فلا يستدعي هذا الفراق أن تذرف دمعة واحدة، فكل شيء سيكون على ما يرام، نحو المستقبل المشرق، فتتكرر العبارة، «لا تبكي يا امراة..»
تؤكد ريتا مارلي في كتاب سيتها الذاتية الذي يحمل نفس عنوان الأغنية أنها المقصودة في ذلك النداء المتكرر من قصيدة الأغنية، لا يا امرأة لا تبكي..
يعتبر كتاب سيرة ذاتية بمتابة مرجع مهم للؤريخي موسيقى الريغي والسيرة الذاتية للفنان بوب مارلي وموجة السبعينات من القرن العشرين مع كتاب المؤرخ الموسيقي ستيفن ديفيس حول حياة أسطورة الريغي بوب مارلي.

## روابط خارجية
- ريتا مارلي على موقع IMDb (الإنجليزية)
- ريتا مارلي على موقع قاعدة بيانات الأفلام العربية
- ريتا مارلي على موقع ألو سيني (الفرنسية)
- ريتا مارلي على موقع ميوزك برينز (الإنجليزية)
- ريتا مارلي على موقع أول موفي (الإنجليزية)
- ريتا مارلي على موقع إن إن دي بي (الإنجليزية)
- ريتا مارلي على موقع أول ميوزيك (الإنجليزية)
- ريتا مارلي على موقع ديسكوغز (الإنجليزية)
- ريتا مارلي على موقع قاعدة بيانات الفيلم (الإنجليزية)
- ريتا مارلي على موقع كينوبويسك (الروسية)